# Caladenia callitrophila
Caladenia callitrophila är en orkidéart som beskrevs av David Lloyd Jones. Caladenia callitrophila ingår i släktet Caladenia och familjen orkidéer.
Artens utbredningsområde är New South Wales. Inga underarter finns listade i Catalogue of Life.